# Pondok Buluh
Pondok Buluh is een bestuurslaag in het regentschap Simalungun van de provincie Noord-Sumatra, Indonesië. Pondok Buluh telt 1288 inwoners (volkstelling 2010).